# Lodovico Menin

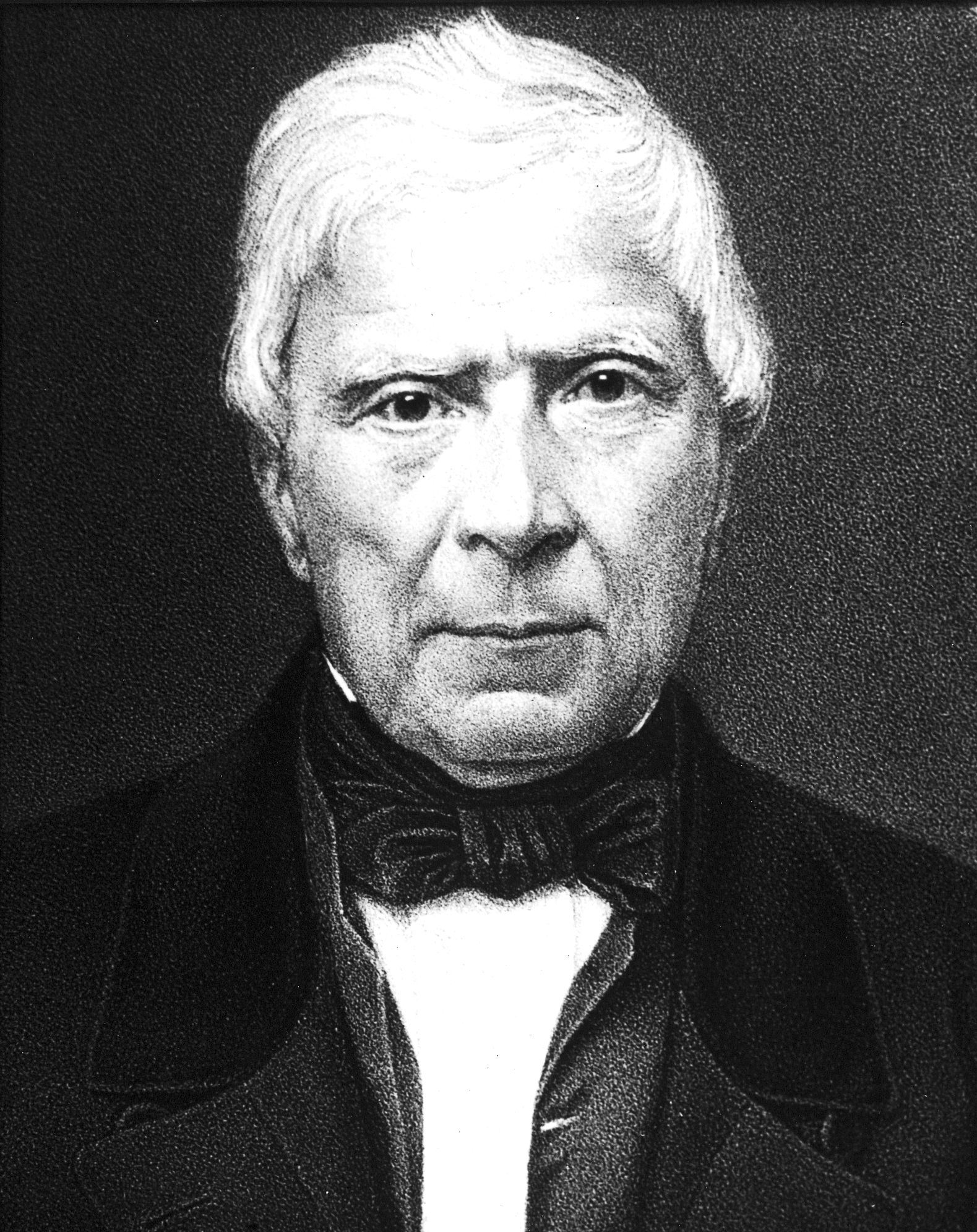
Lodovico Menin, priester-rector magnificus in Padua

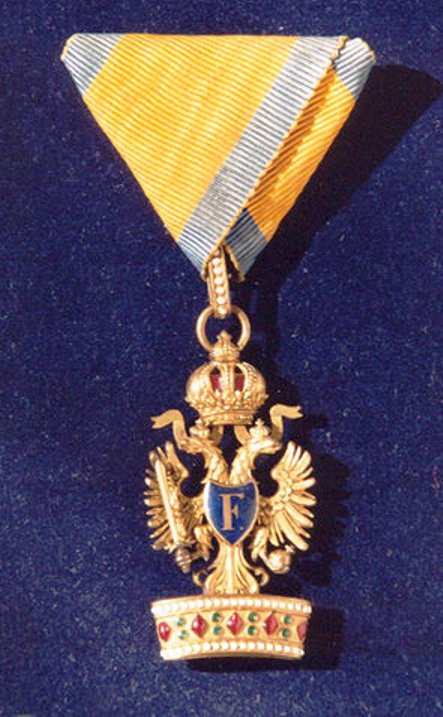
Orde van de IJzeren Kroon (Oostenrijk)

Lodovico Menin, geboren Menini (Ancona, 9 september 1783 – Padua, 14 februari 1868) was een rooms-katholiek priester. Aan de universiteit van Padua maakte hij carrière als hoogleraar geschiedenis, politieke geschiedenis en klassieke talen (1820-1860) en als rector magnificus (1844-1845; 1857-1858; 1862-1863). Hij was een uitgesproken voorstander van het Oostenrijks bewind in Lombardije-Venetië.

## Levensloop
Menini werd geboren in Ancona in de Pauselijke Staat als zoon van Luigi Menini en Domenica Ciuffuti. Reeds op jonge leeftijd liet zijn moeder hem achter in een weeshuis in Padua, een stad in de republiek Venetië.
Het weeshuis stuurde de zevenjarige Menini naar school; hij studeerde er Oudgrieks, Latijn en Frans. Vervolgens studeerde hij aan de universiteit van Padua filosofie en theologie; hij werd tot priester gewijd (1806). Ondertussen bestond de republiek Venetië niet meer: deze was vervangen was door het Napoleontische koninkrijk Italië. Menini werd leraar Latijn, natuurkunde en wiskunde, niet alleen in de Franse openbare scholen maar ook als privéleraar. De priester-leraar liet zich opvallen door lovende verzen te dichten aan de persoon van keizer Napoleon Bonaparte.
Met de Restauratie kwamen de Oostenrijkers aan de macht in Lombardije-Venetië (1815). De Oostenrijkers hervormden het onderwijssysteem. In 1820 ontving Menini de benoeming tot hoogleraar algemene geschiedenis aan de universiteit van Padua. De aanstellingsakte bevatte een schrijffout in zijn naam: ‘Menin’. Hij gebruikte voortaan deze familienaam, die méér klonk als Venetiaans dan Italiaans. Menin ontwikkelde in zijn geschiedenislessen een interesse in lokale tradities. Hij behaalde zijn doctoraat in de geschiedenis in 1824. In 1829 was de eerste versie klaar van zijn onderzoekswerk over uniformen en kostuums uit alle landen. Later volgden nog versies.
Voor zijn lessen ontleende hij prenten uit de bibliotheek; zijn lessen werden bijgewoond zowel door studenten als door geestelijken, Oostenrijkse officieren en buitenlandse toeristen. 
Menin was lid van de volgende wetenschappelijke verenigingen: de Academie van Wetenschappen, Letteren en Kunsten van Padua; de Academie voor Schone Kunsten in Venetië; het Venetiaans Instituut voor Wetenschappen, Letteren en Kunsten. Zijn geboortestad Ancona bezorgde hem een ereburgerschap. 
Hij bekleedde ook de leerstoelen klassieke talen en politieke geschiedenis. Hij benadrukte het werk van Oostenrijkse diplomaten in Europa. Italiaanse patriotten, die de aansluiting met Italië beijverden, wilden Menin weg. In 1844 werd Menin voor de eerste keer rector magnificus. Nadien werd hij directeur van de faculteit filosofie (1846-1866).
In de aanloop naar het revolutiejaar 1848 bleef Menin voorstander van het Oostenrijks gezag. Studenten bleven protesterend weg uit zijn lessen. Revolutionairen zetten de Oostenrijkse keizer Ferdinand I af en riepen de republiek Padua uit (1848). In zijn prediking tijdens kerkdiensten sprak Menin zich voor het eerst gunstig uit voor de zaak van de Italiaanse patriotten. In 1849 waren de Oostenrijkers opnieuw aan de macht. De Oostenrijkse politie liet Menin gerust; hij mocht directeur van de filosofische school blijven. Menin werd daarnaast ook actief als hoofd van de universiteitsbibliotheek en als commissielid voor de onderwijshervorming in Veneto. Keizer Frans Jozef I verleende hem de Orde van de IJzeren Kroon (1857). Menin werd voor de tweede maal rector magnificus. 
In 1860 werd hij emeritus. Niettemin bleef hij aan als directeur van de faculteit filosofie. Hij werd daarna een derde maal tot rector magnificus verkozen, met goedkeuring van de Oostenrijkers (1862).
Het Oostenrijks bestuur in Veneto stopte in 1866; Veneto sloot aan bij het eengemaakte koninkrijk Italië. De politieke tegenstanders van Menin haalden uiteindelijk hun eis binnen: Menin werd ontslagen als directeur van de faculteit filosofie (1866). Hij stierf kort nadien, in 1868.